# Epirhyssa chlora
Epirhyssa chlora är en stekelart som beskrevs av Porter 1978. Epirhyssa chlora ingår i släktet Epirhyssa och familjen brokparasitsteklar. Inga underarter finns listade i Catalogue of Life.